# باغ بهلگرد
باغ بهلگرد مربوط به دوره قاجار است و در بیرجند، ۱۶ کیلومتری شمال شرق شهر، در مسیر جاده زاهدان واقع شده و این اثر در تاریخ ۲۳ مرداد ۱۳۷۸ با شمارهٔ ثبت ۲۳۶۷ به‌عنوان یکی از آثار ملی ایران به ثبت رسیده است.